# Pseudoprotella
Pseudoprotella är ett släkte av kräftdjur som beskrevs av Mayer 1890. Pseudoprotella ingår i familjen Caprellidae.
Släktet innehåller bara arten Pseudoprotella phasma.